# Dutch Open 2022
Il Dutch Open 2022 è stato un torneo maschile di tennis professionistico. Fa parte della categoria Challenger 80 nell'ambito dell'ATP Challenger Tour 2022, con un montepremi di 45 730 €. Si è svolto dall'11 al 17 luglio 2022 sui campi in terra rossa del National Tennis Centre di Amersfoort, nei Paesi Bassi.

## Partecipanti

### Teste di serie
| Nazionalità | Giocatore               | Ranking* | Testa di serie |
| ----------- | ----------------------- | -------- | -------------- |
| Paesi Bassi | Tallon Griekspoor       | 53       | 1              |
| Spagna      | Roberto Carballés Baena | 87       | 2              |
| Spagna      | Bernabé Zapata Miralles | 90       | 3              |
| Spagna      | Carlos Taberner         | 98       | 4              |
| Giappone    | Tarō Daniel             | 118      | 5              |
| Italia      | Stefano Travaglia       | 139      | 6              |
| Germania    | Mats Moraing            | 140      | 7              |
| Belgio      | Zizou Bergs             | 146      | 8              |

* Ranking al 27 giugno 2022.

### Altri partecipanti
I seguenti giocatori hanno ricevuto una wild card per il tabellone principale:
- Max Houkes
- Alexander Maarten Jong
- Deney Wassermann

Ii seguenti giocatori sono entrati in tabellone come alternate:
- Javier Barranco Cosano
- Robin Haase

I seguenti giocatori sono passati dalle qualificazioni:
- Arthur Fils
- Tristan Lamasine
- Luca Van Assche
- Martin Krumich
- Ivan Gakhov
- Adrian Andreev

I seguenti giocatori sono entrati in tabellone come lucky loser:
- Oscar José Gutierrez
- Harold Mayot

## Campioni

### Singolare
Tallon Griekspoor ha sconfitto in finale  Roberto Carballés Baena con il punteggio di 6–1, 6–2.

### Doppio
Robin Haase /  Sem Verbeek hanno sconfitto in finale  Nicolás Barrientos /  Miguel Ángel Reyes Varela con il punteggio di 6–4, 3–6, [10–7].